# 森幸安
森 幸安（もり こうあん、ゆきやす）(1701年（元禄14年） -  ? )は、江戸時代中期に活躍した地図考証家。国内地図を作成した町人。別名森 謹齋（もり きんさい）

## 略歴
京都で生誕する。父母のことは不明。
12歳から16歳までは、同族の医師大森仙安・柳安父子の元で勉学する。21歳を過ぎた頃、叔父が営む香具屋（こうぐや）を継ぐ。近所の名家所有の京都地図を閲覧する機会があった。1729年（享保14年）30歳で隠居し、伏見に寓居し、そこを拠点に各地の景勝地や名所を遊覧してまわった。翌年、大阪に転居する。山城国の地誌『山州撰』の執筆を始めた。10年以上かけ1741年（寛保元年）41歳の時完成させた。
これまで謎のカルトグラファー（地図製作者）と理解されてきたが徐々にその全貌が明らかになってきている。彼の製作した日本輿地図（にほんよちず）は寛延から宝暦（1748年－1763年）にかけて京都や大坂で日本や世界の地図を収集したり、書き写しながらそれらの地図を組み合わせたと言われている。
この中の日本分野図（日本地図）は、初めて緯線・経線が記され緯線には緯度も記されていることが注目される。また元禄期竹島一件により手放したと言われている竹島（現在の鬱陵島）が記されていることも注目される。
彼は約300枚もの地図を描いた。国立公文書館、北野天満宮、京都市歴史資料館、金刀比羅宮図書館、函館市中央図書館などに伝存する。国立公文書館には222枚を収蔵されている。
彼の著作を『日本志』と呼ぶ。内容は、天文図、世界図、日本地図、日本六十八州地図、城下町図、神社仏閣図、名勝図となっている。幸安はこれらの地図を校合し視覚的に表現しようと試みた。すなわち、天文図の次に世界図を見て、その次に日本図を見て、さらに国地図を見て、各図を見れば自らの居場所が宇宙視野で確認できるよう空間配置を試みた。さらに地図に載せる情報もあらゆる内容を載せる態度をとっている。
伊能忠敬は測量して正確な地形を描き出したが、どこに誰が住んでいるかといった情報は載せておらず、逆に林吉永のような民間の観光案内絵図では観光にかかわる情報しか載せていない。これに対して、幸安は過去から現在まで情報をできる限り地図に載せることを試みている。伊能忠敬のように測量した形跡はないが、畿内周辺を中心に歩きまわり村人に聞いたり先学の地誌を参考にするなど客観的な描写態度をとっている。
ただし京都をはじめとする歴史地図については、彼自身の見解によって作製された「推定・考証図」であり、個々の古跡の比定は厳密な考証作業を経たものではないため、その学術的利用にあたっては慎重な検討を要する。例えば旧本能寺の寺域に関する彼の復原案は、今日では発掘調査によって否定されている。また彼の時代の景観とされる京都図についても、同様に自身の推測が混じっているため、当時の実景とはいえないことに注意が必要である。

## 参考文献

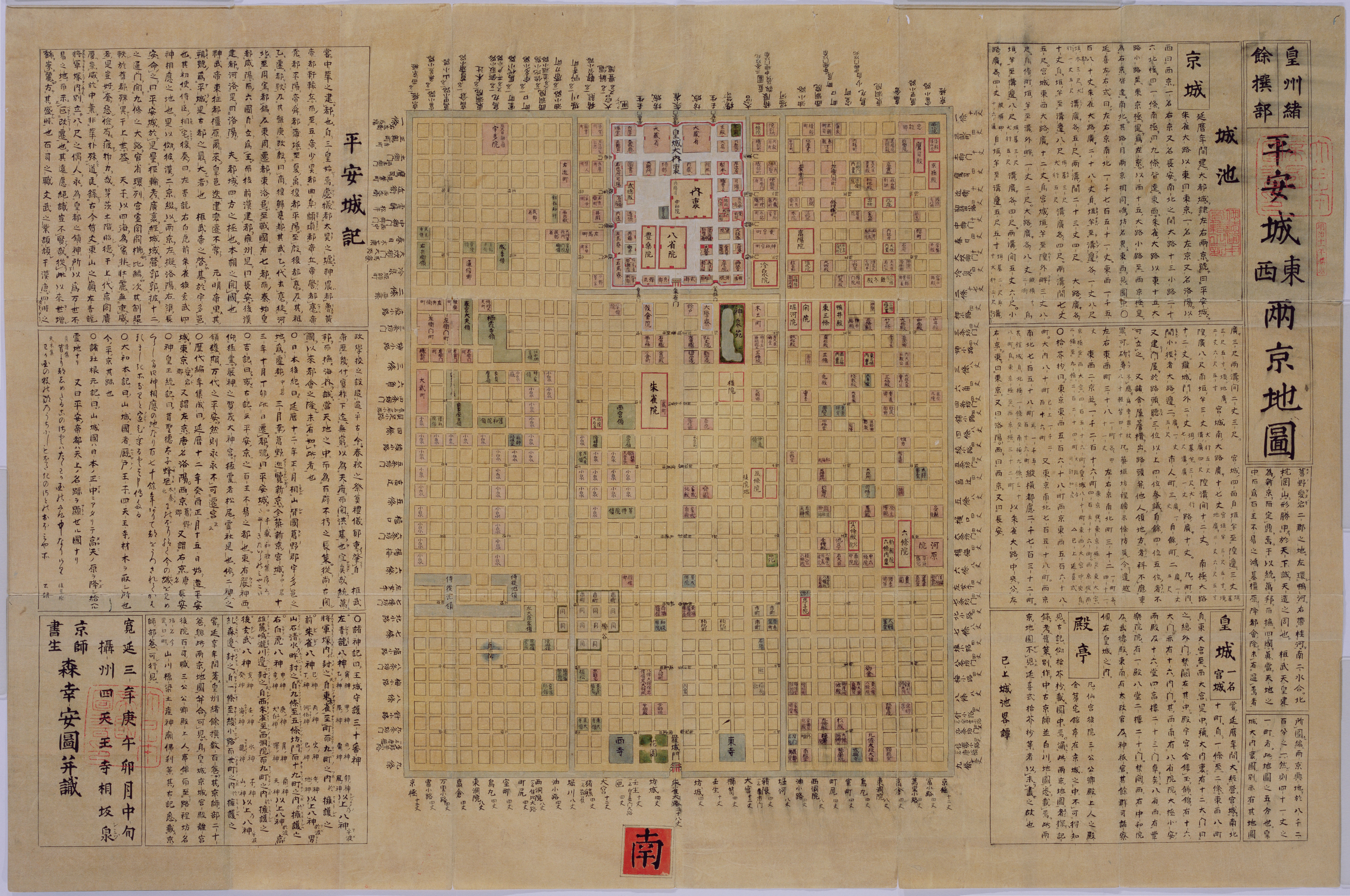
平安城東西両京地図。
森幸安書写、寛延3年（1750年）。

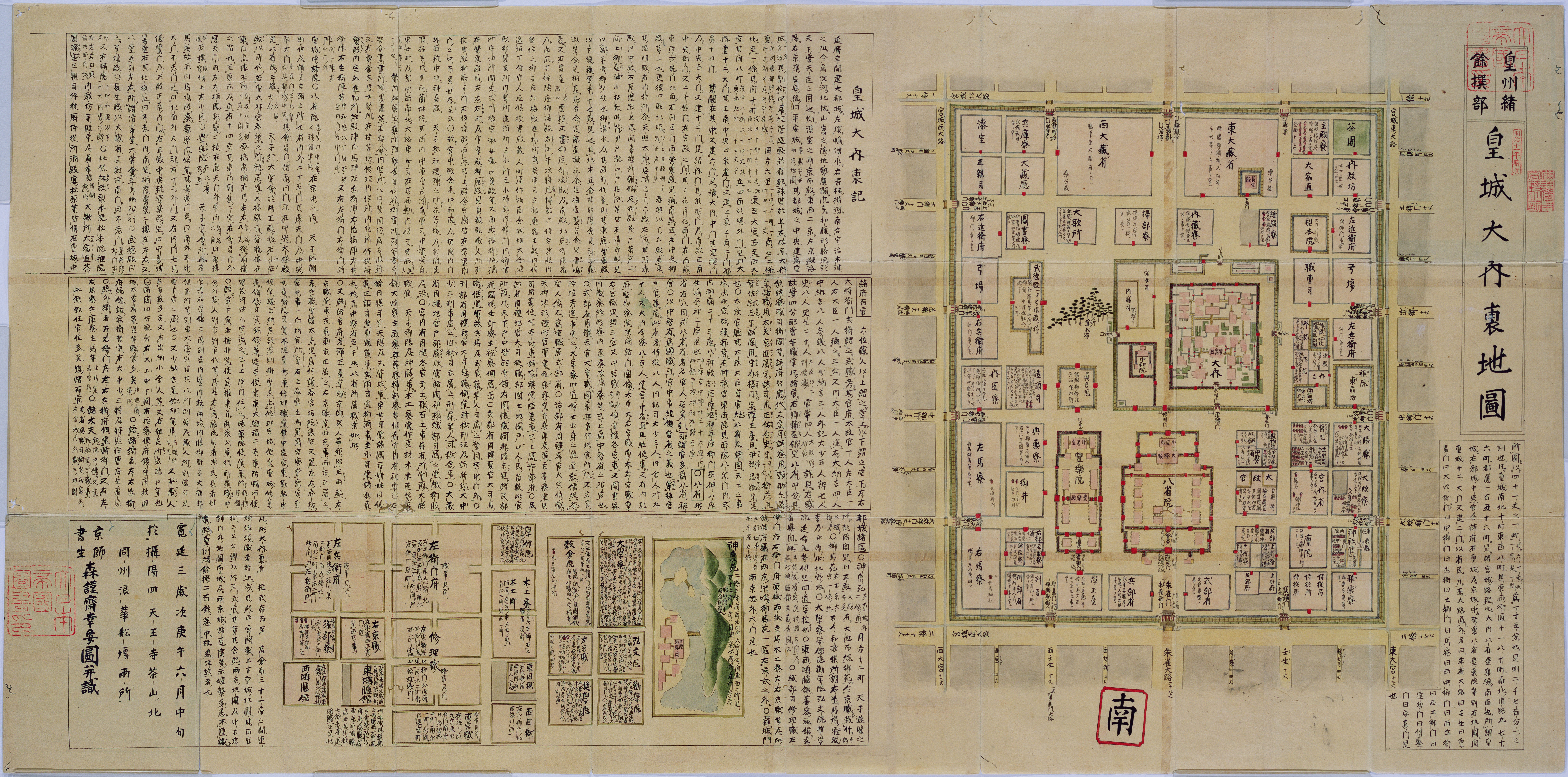
皇城大内裏地図。
森幸安書写、寛延3年（1750年）。